# Жерар Мортие
Жерар Алфонс Огюст Мортие (на френски: Gerard Alfons August Mortier) е белгийски музикален директор.

## Биография
Той е роден на 25 ноември 1943 година в Гент. Учи право и журналистика в Гентския университет, след което става оперен администратор и се обучава при Кристоф фон Донани във Франкфурт на Майн и Ролф Либерман в Париж. Последователно ръководи брюкселския театър Моне (1981 – 1991), Залцбургския фестивал (1990 – 2001), основания от него фестивал Руртриенале (2002 – 2004), Парижката опера (2004 – 2009), Кралския театър в Мадрид (2008 – 2013).
Жерар Мортие умира на 8 март 2014 година в Брюксел.